# Río Manzanares
El Manzanares es un río del centro de la península ibérica, afluente por la derecha del Jarama, que a su vez es tributario del Tajo. Este río, que discurre íntegramente por la Comunidad de Madrid (España), nace en la sierra de Guadarrama, en el Ventisquero de la Condesa —la ladera meridional de la Cuerda Larga, cerca de la Bola del Mundo— y pasa por la ciudad de Madrid. Desemboca en el río Jarama, en el término municipal de Rivas-Vaciamadrid, después de un recorrido de 92 kilómetros.
El río acoge diferentes ecosistemas y atraviesa zonas de gran valor medioambiental, que han recibido diferentes niveles de protección. Su cuenca alta, desde su nacimiento hasta el monte de El Pardo (incluyendo La Pedriza), constituye el parque regional de la Cuenca Alta del Manzanares, con una superficie de 52 796 hectáreas. Su curso bajo también se encuentra protegido, dentro del parque regional del Sureste.
En su recorrido urbano, el curso del Manzanares es el resultado de décadas de trabajos de canalización y represamiento, si bien en 2016 se devolvió el nivel del río al caudal original a la altura de Madrid mediante la apertura de las compuertas reguladoras, lo que produjo un incremento de la diversidad biológica en este tramo.

## Curso

### Curso alto

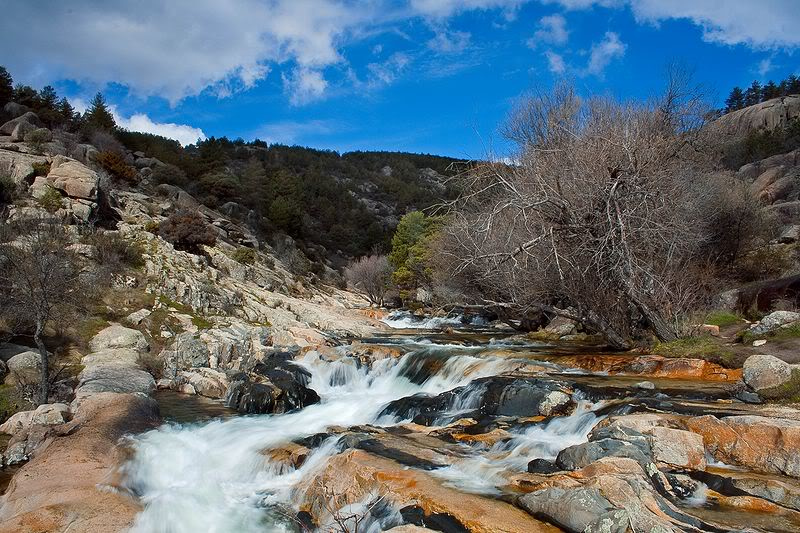
El Manzanares en La Pedriza

El Manzanares tiene su nacimiento en el ventisquero de la Condesa, una zona a 2190 metros de altitud ubicada en la vertiente sur de la Cuerda Larga y presidida por los picos del alto de las Guarramillas (2262 m), conocido como la Bola del Mundo por el repetidor de televisión instalado en él, y el cerro de Valdemartín (2282 m).
Su fuente está formada por diferentes manantiales y neveros o ventisqueros, acumulaciones de nieve que se mantienen hasta bien entrada la primavera. Se encuentra en el término de Manzanares el Real, municipio del que el río toma su nombre y al que se dirige después de descender por La Pedriza, un paraje de formaciones graníticas declarado Reserva de la Biosfera.
En su primer tramo, el río fluye en sentido noroeste-sureste y discurre sobre un cauce estrecho y superficial, flanqueado por berrocales. Cuando alcanza los 1300 m de altitud toma rumbo este, pero enseguida recupera la dirección sureste, poco antes de entrar en la garganta de la Camorza. En este punto vuelve a encajonarse entre formaciones rocosas de grandes proporciones, labrando sobre la piedra numerosas pozas y hoyas, que salva mediante cascadas y charcas.

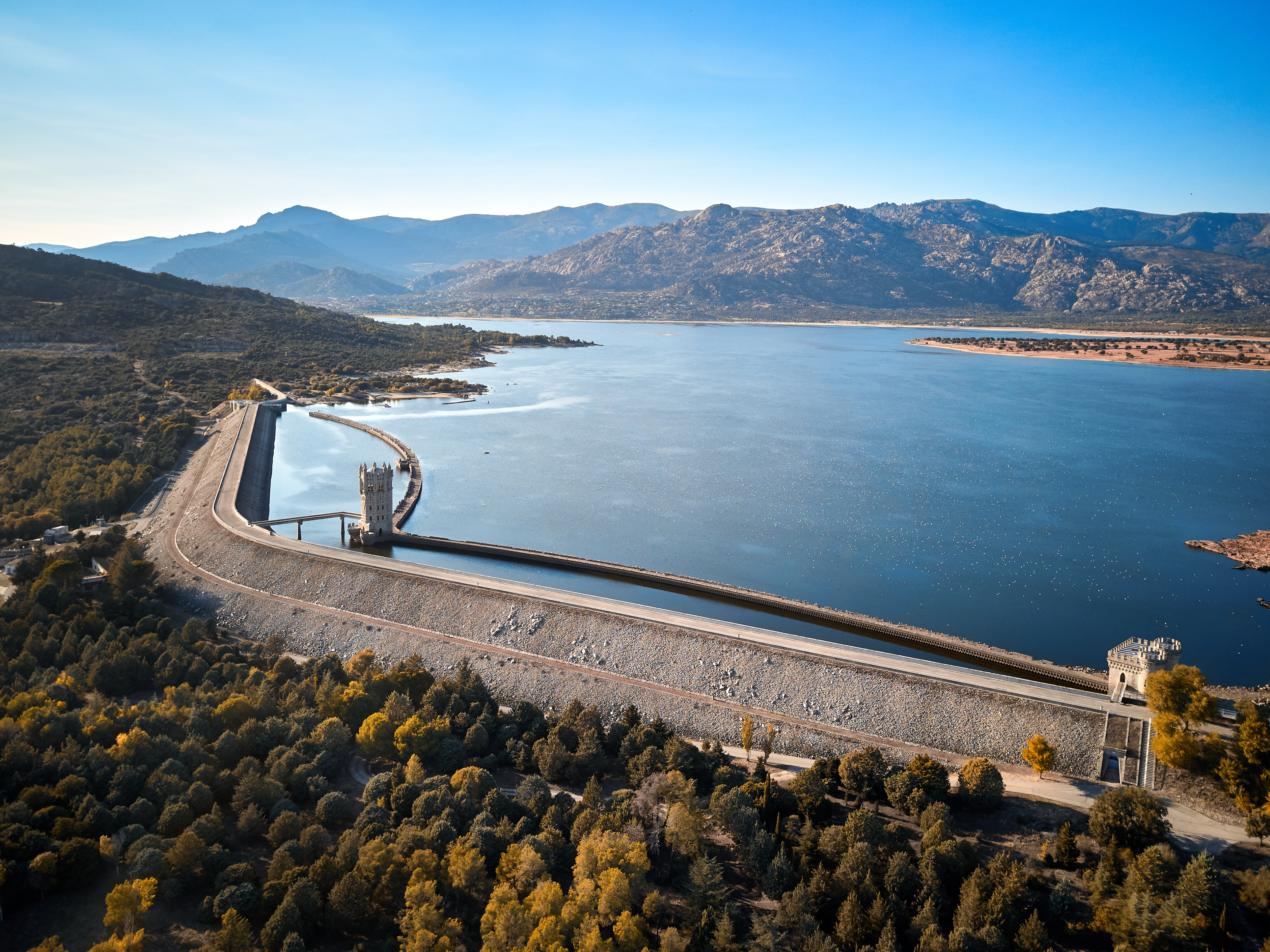
Embalse de Santillana

Toma a continuación dirección este y, cuando alcanza la zona conocida como El Tranco, gira hacia el sur. Antes de entrar en el casco urbano de Manzanares el Real, deja a la derecha la ermita de la Peña Sacra y atraviesa el Molino de Manzanares. Todo este tramo transcurre por el fondo de la garganta del Manzanares.
Cruza el pueblo de Manzanares el Real, donde bordea el castillo de los Mendoza, uno de los principales monumentos con los que se encuentra en su recorrido. A sus pies es retenido por el embalse de Santillana, que se construyó en 1907 para la producción de energía eléctrica, si bien las instalaciones primitivas fueron sustituidas en 1971 y reconvertidas para el suministro de agua potable.

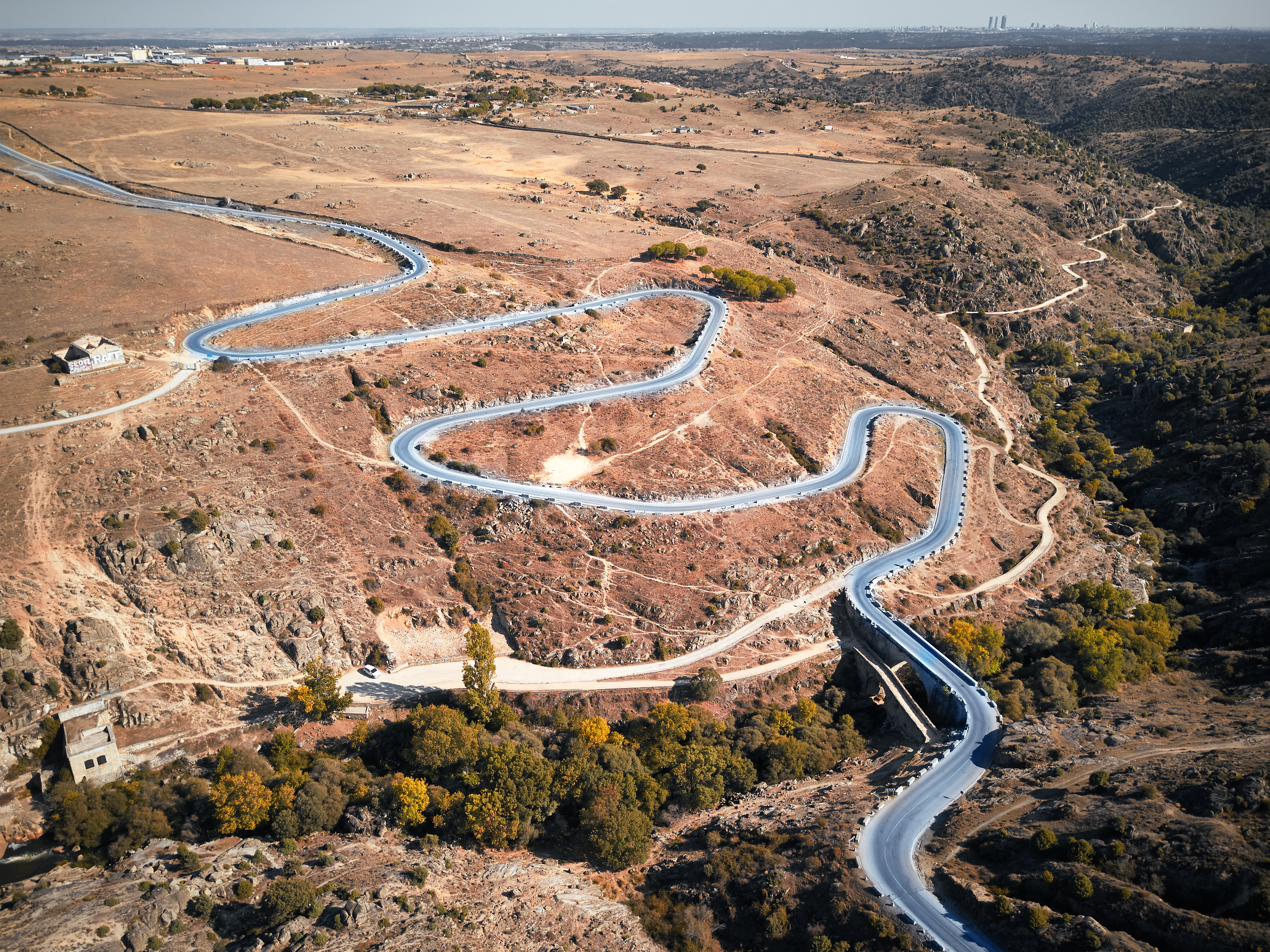
Paso de la M-618 sobre el Manzanares cerca de Colmenar Viejo

El río toma después rumbo sur, camino del término municipal de Colmenar Viejo, donde todavía se sigue comportando como un río de montaña. En la citada localidad, se conservan antiguos puentes, batanes y molinos, construidos para el aprovechamiento hidráulico del río, así como diferentes instalaciones del canal de Santillana, iniciado en 1898. Destacan los puentes del Batán y del Grajal, ambos de origen medieval.

### Curso medio
El río cruza el monte de El Pardo, donde amplía su valle, un espacio protegido que pertenece al municipio de Madrid. Aquí surte de aguas al embalse de El Pardo, que se construyó para regular las presas de canalización del río, a su paso por la capital. El Manzanares atraviesa, en este punto, zonas de encinar denso y adehesado, en lo que constituye uno de los bosques mediterráneos mejor conservados de Europa, y sirve de corredor biológico a las numerosas especies piscícolas, de mamíferos, aves, reptiles y anfibios, algunas de ellas protegidas por la Comunidad de Madrid, que allí habitan. Son numerosos los remansos en esta zona.

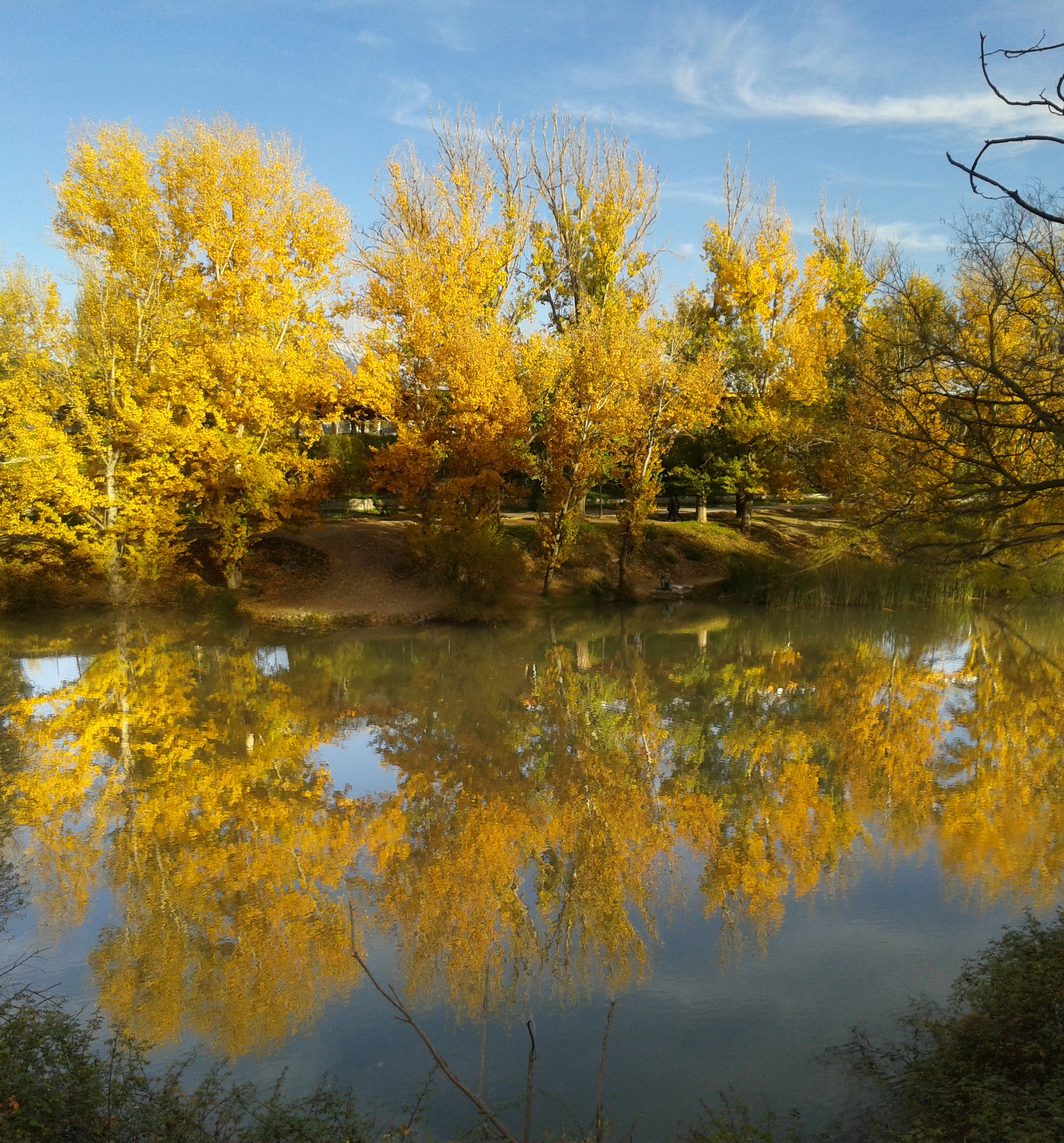
Paso del río por el monte del Pardo

El Manzanares atraviesa después el pueblo de El Pardo, integrado en el término municipal de Madrid, donde deja a su izquierda el Palacio Real de esta localidad. Posteriormente forma un estanque, denominado Playa de Madrid, utilizado antiguamente como zona de baño. Pasa después junto a las áreas recreativas y deportivas de Somontes y Puerta de Hierro y bordea el Hipódromo de La Zarzuela.
Se encamina hacia la Puerta de Hierro, que antiguamente marcaba la linde entre Madrid y El Pardo; cruza la carretera de La Coruña (A-6) y, a partir del puente de los Franceses, entra en el casco urbano de Madrid. Surca la ciudad canalizado, sorteando diferentes presas que regulan sus aguas para garantizar un flujo constante y permitir ciertos usos recreativos, caso del embarcadero del puente de Segovia.
Atravesando la antigua dehesa de Arganzuela, el Manzanares deja a su derecha la zona suroeste de la misma (Casa de Campo, Latina, Carabanchel, Usera y Villaverde) y a su izquierda el resto, incluyendo la zona centro. El caudal del río se incrementa significativamente, como consecuencia de los vertidos de la capital, previamente depurados a través de un sistema de ciclo integral del agua.

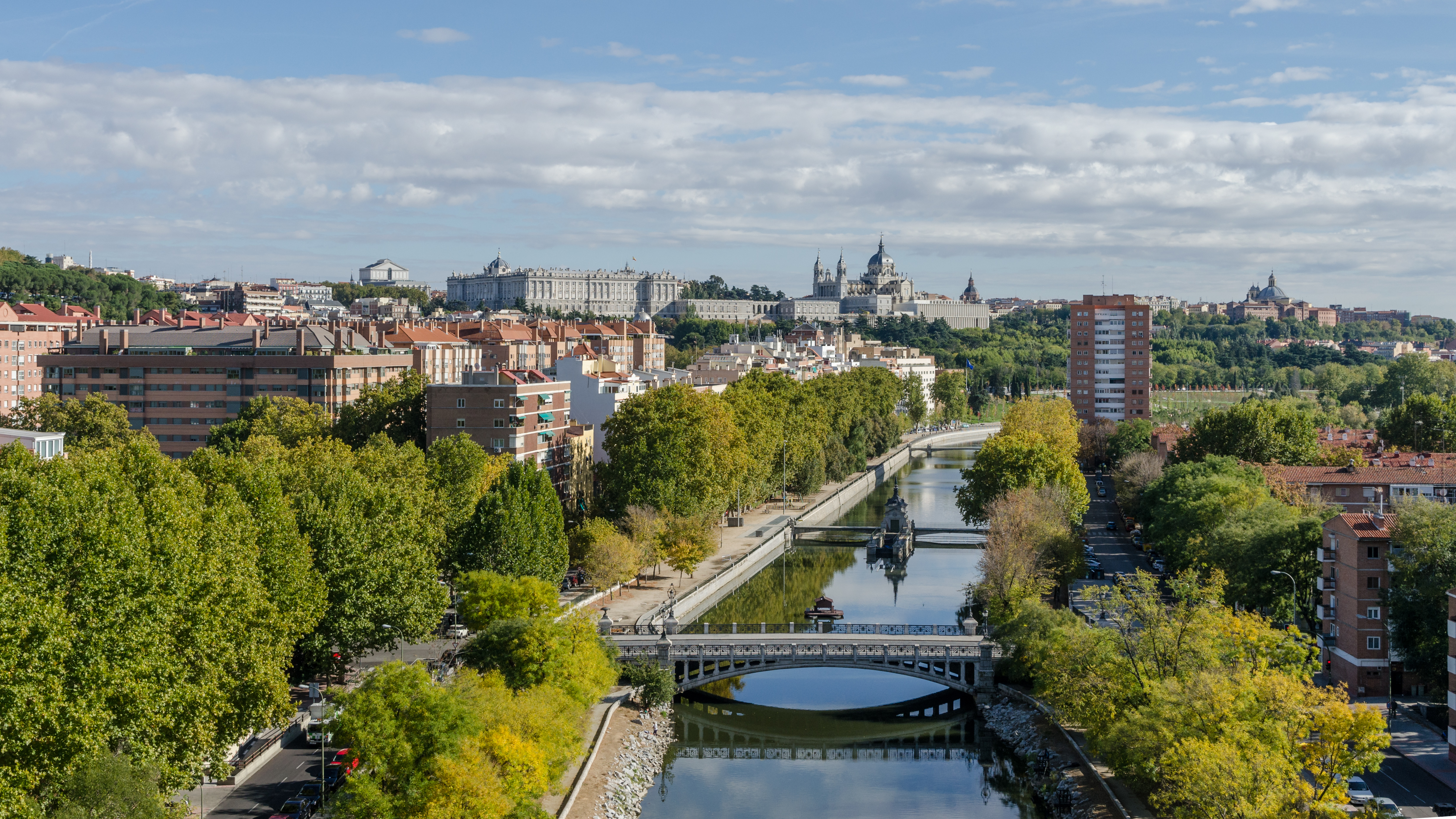
El río a su paso por Madrid desde el Teleférico con el puente de la Reina Victoria en primer plano

A lo largo del término de Madrid, el río cruza algunos puentes monumentales. El puente de los Franceses, construido en la segunda mitad del siglo XIX, cobró una importancia crucial durante la Guerra Civil. Más abajo se encuentra con el puente de la Reina Victoria (1908-1909), que presenta ciertos aires modernistas, y el puente del Rey (1816). Después de orillar la ermita de la Virgen del Puerto, se topa con el puente de Segovia, el más antiguo de la capital, atribuido a Juan de Herrera, del siglo XVI.
Pasa al lado de donde estaba ubicado el estadio Vicente Calderón (conocido también como estadio del Manzanares y demolido en el año 2020), y después se dirige hacia el puente de Toledo. Obra de Pedro de Ribera, fue construido en el siglo XVIII entre mofas de vecinos e intelectuales («mucho puente para tan escaso río»).
En el resto de su travesía por el casco urbano de Madrid cruza varios puentes más que datan del siglo XX, entre los cuales están el puente de Praga y el puente de Andalucía o de la Princesa.
Hasta el año 2007, el río atravesaba Madrid pegado, en sus dos márgenes, a la M-30, una vía de circunvalación de la ciudad. El soterramiento de esta, promovido por el alcalde Alberto Ruiz-Gallardón, supuso la recuperación de sus riberas.

### Curso bajo

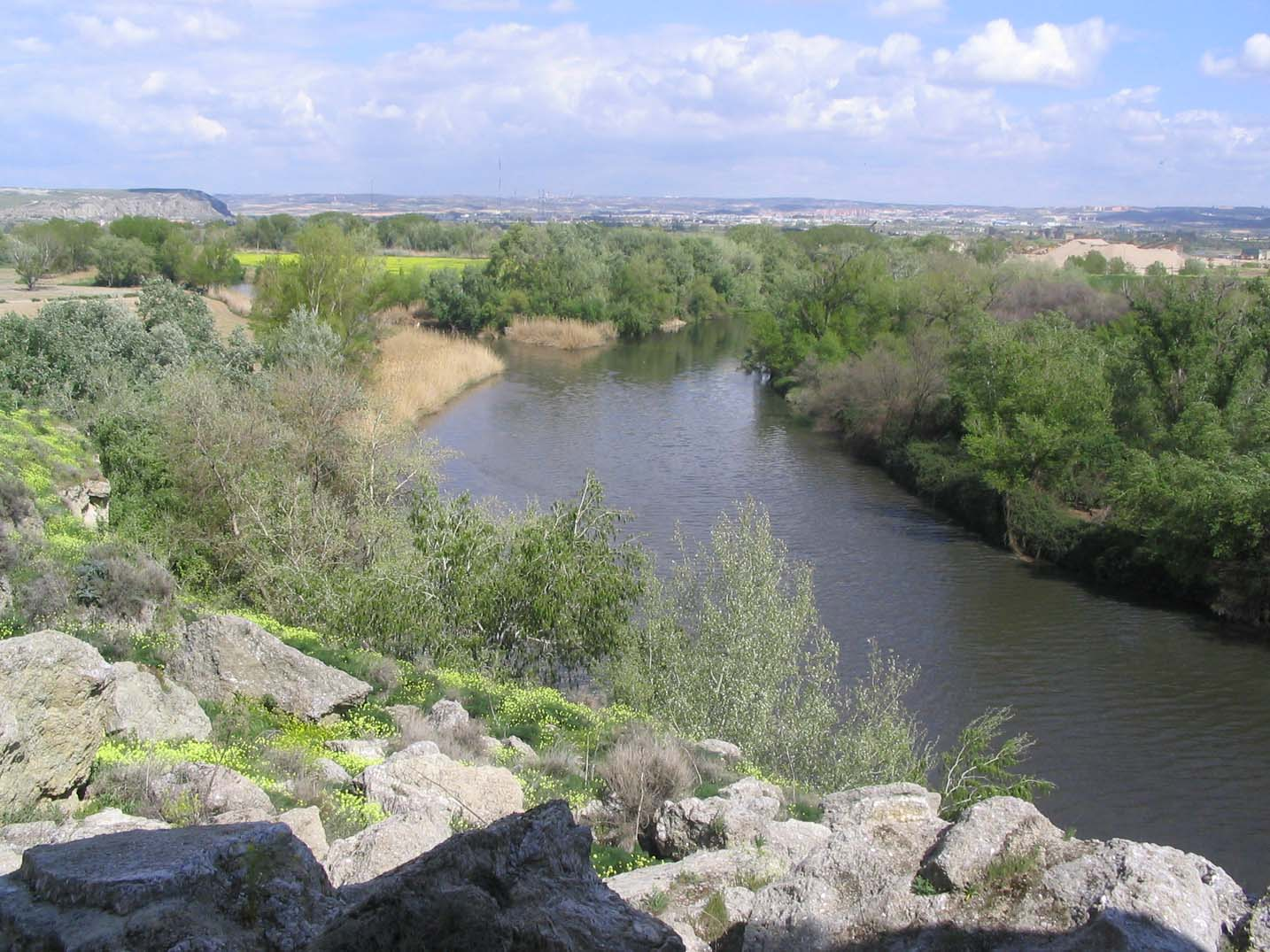
Desembocadura del Manzanares en el Jarama en el Parque Regional del Sureste

El río deja Madrid por su extremo sur (donde bordea un parque ribereño, conocido como el Parque Lineal del Manzanares), tras un recorrido de 30 km por su término municipal, esto es, la tercera parte de su longitud total. En este punto vira hacia el este, cruzando la pedanía de Perales del Río, perteneciente a Getafe, donde forma diferentes vegas.
Se encamina después hacia Rivas-Vaciamadrid. En este término, discurre junto a los cantiles y cortados de La Marañosa, prácticamente en paralelo con el río Jarama, en el que finalmente desemboca, cerca de la presa del Rey.
El curso bajo del río se encuentra protegido dentro del Parque Regional de los cursos bajos de los ríos Manzanares y Jarama, más conocido como Parque Regional del Sureste de Madrid, creado en 1993. Este espacio natural, caracterizado por la abundancia de materiales yesíferos y calizas, incluye zonas de gran valor ecológico, paleontológico y arqueológico.

## Afluentes

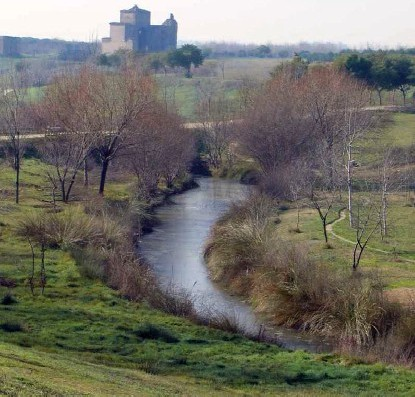
Arroyo Culebro, afluente del Manzanares, en Leganés

En su curso alto, el Manzanares recibe a numerosos arroyos y riachuelos. El primero que vierte sus aguas en el río es el arroyo de Valdemartín, en el término de Manzanares el Real. Sin abandonar este municipio, posteriormente se le une el arroyo de Simón de los Chorros, a 1300 metros de altura, que, a su vez, recibe al arroyo de La Mata. Cien metros de altitud más abajo, le tributa el arroyo de Los Hoyos de la Sierra, llamado antiguamente el arroyo del Cuervo, que recoge, a su vez, las aguas de los arroyos de La Covacha y El Chivato. Más adelante, confluyen los arroyos de La Garganta y de La Majadilla. A la altura del embalse de Santillana, se encuentra con el río Samburiel, uno de sus principales afluentes, regulado en el embalse de Navacerrada. También es tributario el Arroyo Mediano, que proviene del término de Soto del Real.
En su curso medio, la lista de afluentes es también numerosa. Procedentes de la sierra del Hoyo de Manzanares, llegan los arroyos de Manina y Trofas, que desembocan en el río a la altura del monte de El Pardo, en el término de Madrid. Dentro de este paraje también vierten sus aguas los arroyos de La Nava, de Tejada y de La Zarzuela. En lo que respecta al casco urbano de la ciudad, el Manzanares recibe a los arroyos (actualmente canalizados o soterrados) de Meaques, de Abroñigal y de Butarque, que nacen en montes bajos.
El afluente más importante con el que el Manzanares se encuentra en su curso bajo es el arroyo Culebro, corriente de unos 28 km de longitud, que discurre por Leganés, Fuenlabrada, Pinto y Getafe y que desemboca en este último municipio.

## Historia
El río Manzanares, a pesar de su escasa relevancia geográfica, ha tenido una gran importancia histórica, fruto de su estrecha relación con Madrid, la capital de España. De hecho, la ciudad surge como una fortaleza musulmana en el siglo IX, para defender el camino fluvial existente junto al río, amenazado por el avance de los reinos cristianos, durante la Reconquista.

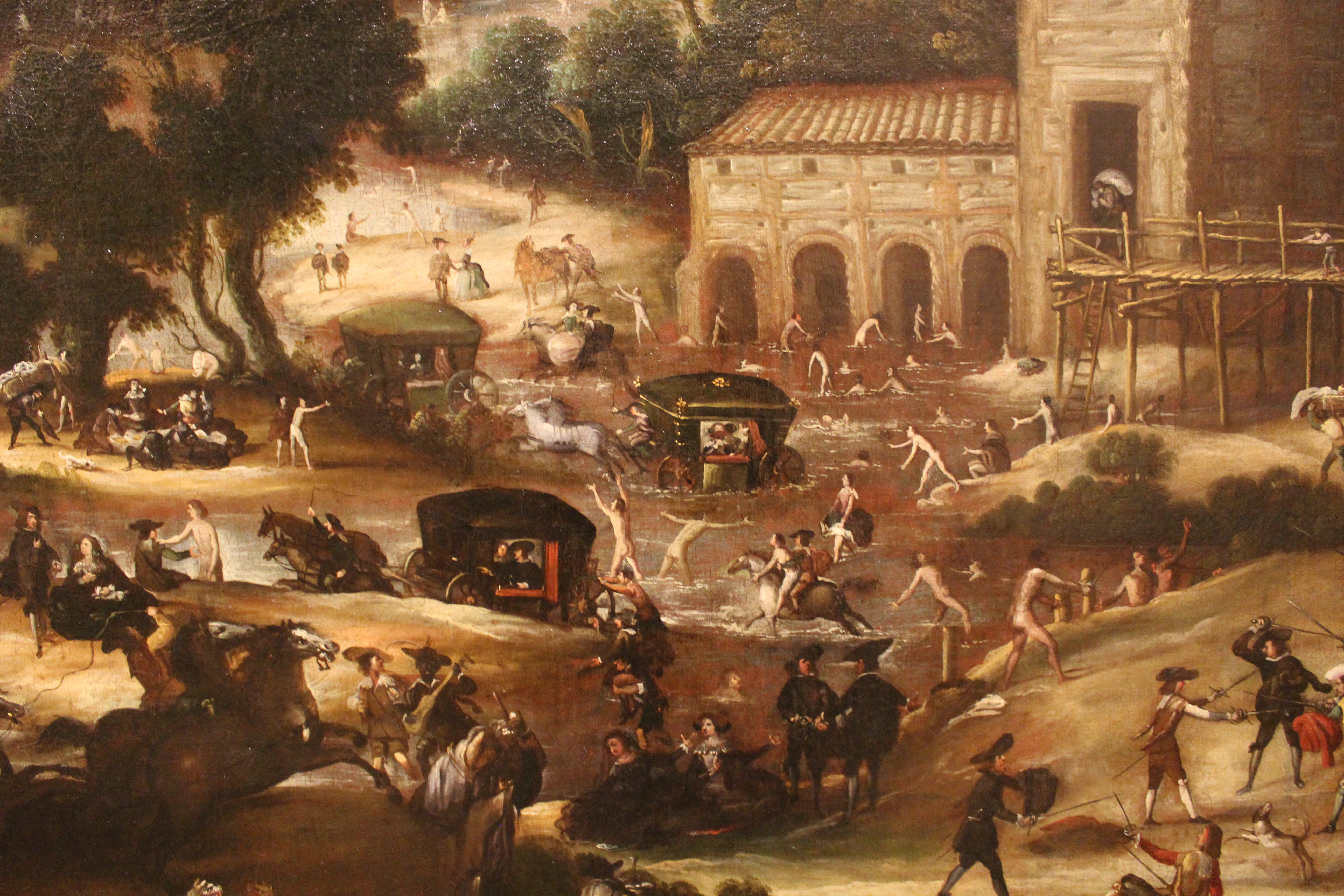
Detalle de Baños en el Manzanares en el paraje de Molino Quemado (c. 1634-1637; atribuido a Félix Castello).

Mucho antes, en la Prehistoria, el río había acogido una intensa actividad humana, no solo en el actual término de Madrid, sino también en otros puntos de su curso. Existen yacimientos arqueológicos que evidencian la presencia de pobladores en sus terrazas desde la época paleolítica. En la Edad Media, se articuló en torno a su cuenca alta el Real de Manzanares, un extenso e influyente señorío bajo el control de la Casa de Mendoza, que fue objeto de disputa por parte de los concejos de Madrid y Segovia.
El Manzanares era conocido antiguamente como Guadarrama, nombre reservado hoy en día para el río que va desde el valle de la Fuenfría hasta el Tajo, pasando por los pueblos de Guadarrama y Collado Villalba. En el siglo XVII, el duque del Infantado determinó cambiarle el nombre, llamándolo igual que su principal señorío, el Real de Manzanares, cuya villa más importante era el actual pueblo de Manzanares el Real. El Fuero de Madrid, documento muy anterior al citado siglo, no recoge en ninguna ocasión el vocablo Manzanares y sí, en cambio, el de Guadarrama, principalmente en el apartado donde se regulaba la pesca en el río de la ciudad. Es el caso de la siguiente cita, extraída del Fuero:

El que matare pescado en el Guaderrama [por el actual Manzanares], desde el día de Pascua del Espíritu Santo o Cincuesma hasta San Martín con asedega o con mandil o manga, peche dos maravedises previa probanza.

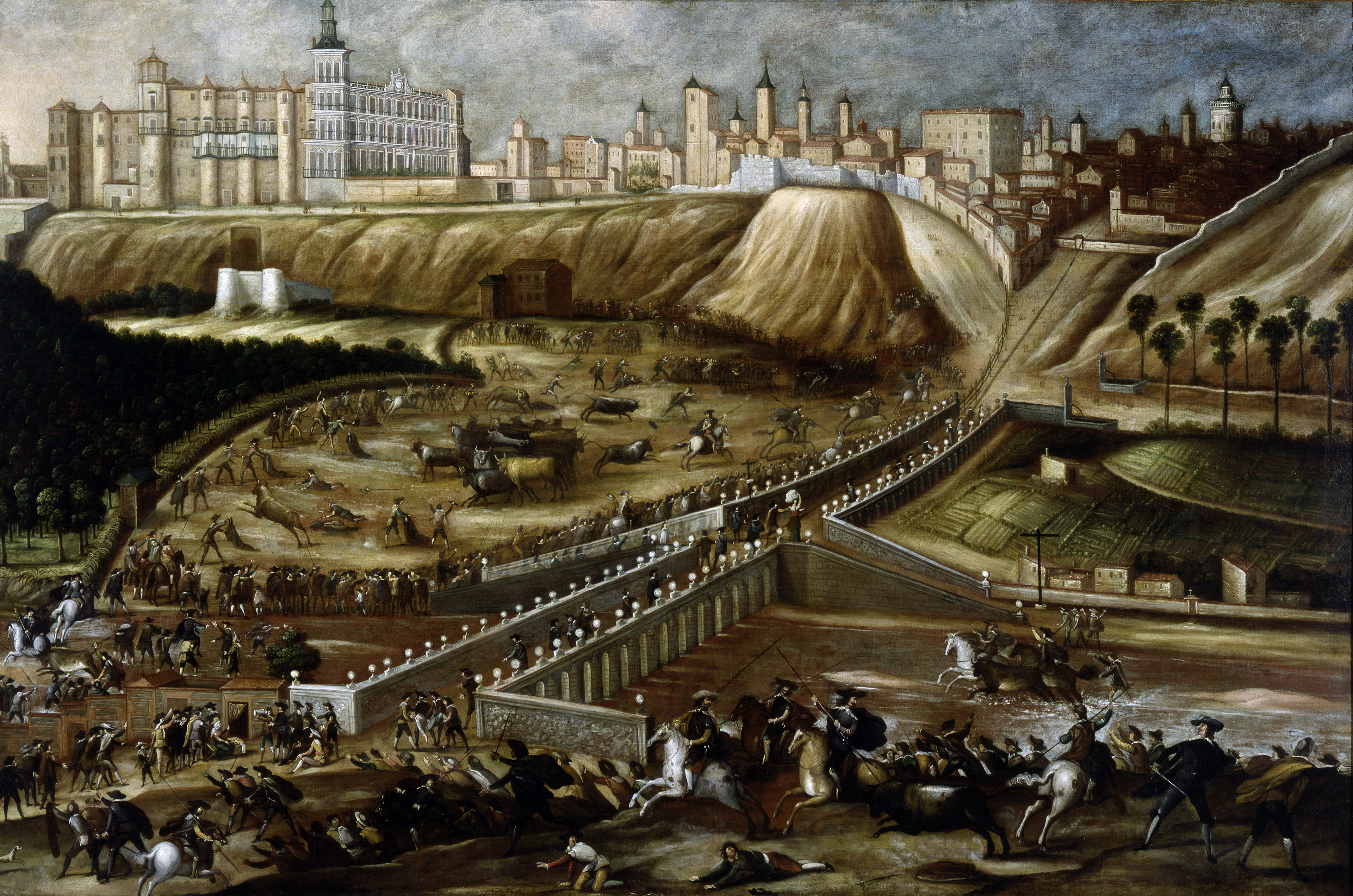
Vista del Alcázar Real y entorno del Puente de Segovia (anónimo, c. 1670). En la obra se muestra una fiesta popular con toros en la ribera.

En el siglo XVII se previó la canalización de los ríos Tajo y Manzanares para hacerlos navegables. Se nombró una Junta para su estudio y, al poco tiempo, la Junta, revisando las enormes dificultades técnicas e ingentes recursos financieros necesarios, dio la contestación rechazando la obra con el siguiente argumento: 

Si Dios hubiese deseado que ambos ríos fuesen navegables, con sólo un fíat lo hubiese realizado, y sería atentatorio a los derechos de la Providencia mejorar lo que ella, por motivos inescrutables, había querido que quedase imperfecto.

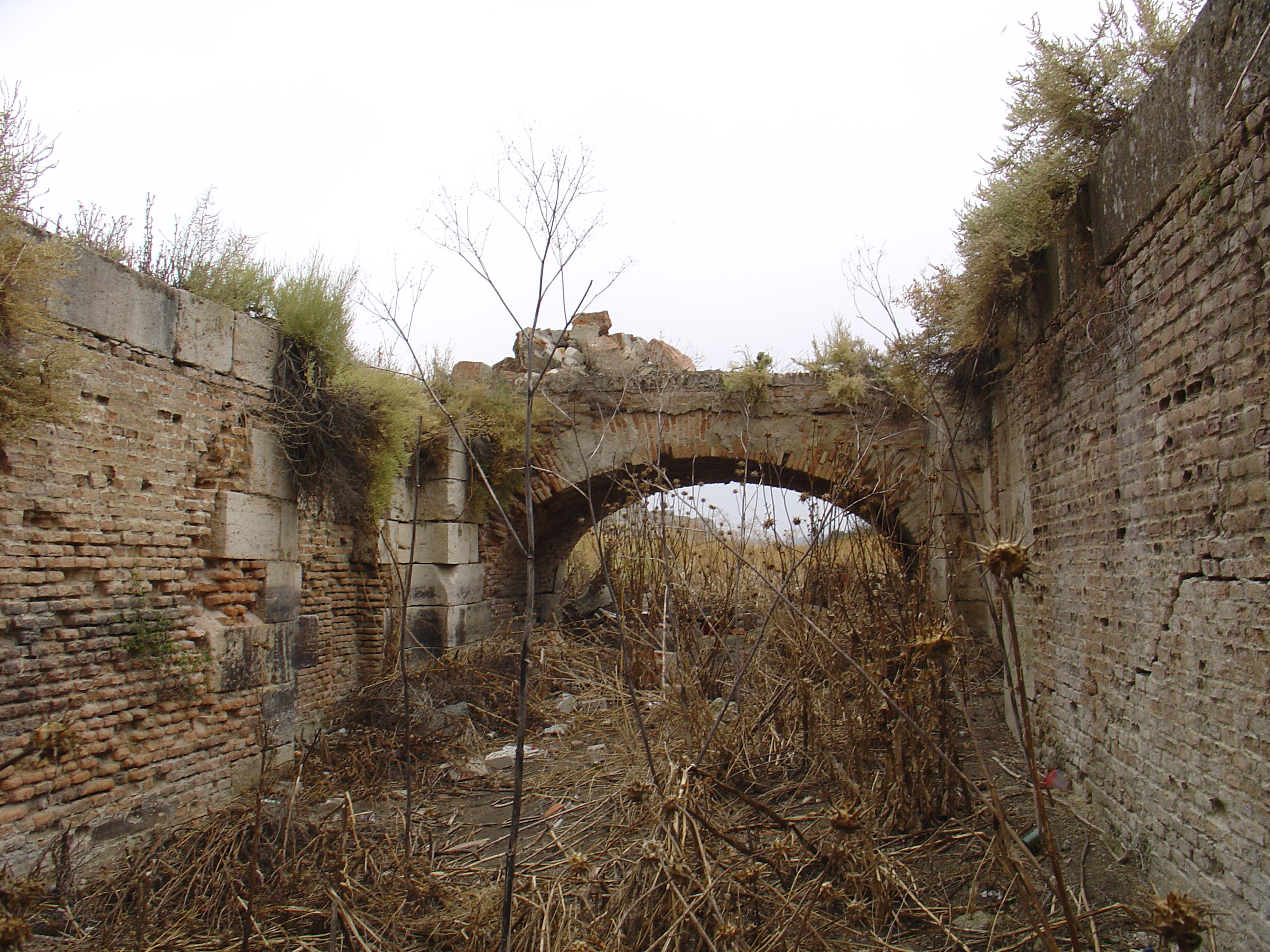
Décima esclusa del canal del Manzanares

En el siglo XVIII se emprendió una ambiciosa obra de ingeniería que nunca fue acabada, que tenía como objetivo comunicar las aguas del cercano río Guadarrama con las del Manzanares y el Tajo, hasta llegar al Guadalquivir y el océano Atlántico, mediante un canal navegable de casi 800 kilómetros, con origen en la presa de El Gasco, en Torrelodones.
Desde el establecimiento de la capitalidad en Madrid en el siglo XVI hasta el segundo tercio del siglo XIX, las márgenes del río eran utilizadas como lavaderos de ropa, a su paso por la ciudad. En la actualidad existen restos de las antiguas instalaciones de la Casa-Lavadero de Policarpo Herrera (que entró en funcionamiento en 1831), junto al puente de Toledo, y de dos casas de lavandería entre los puentes del Rey y de Segovia, así como algunos canales artificiales, excavados en paralelo al cauce del río para facilitar las labores de las lavanderas.

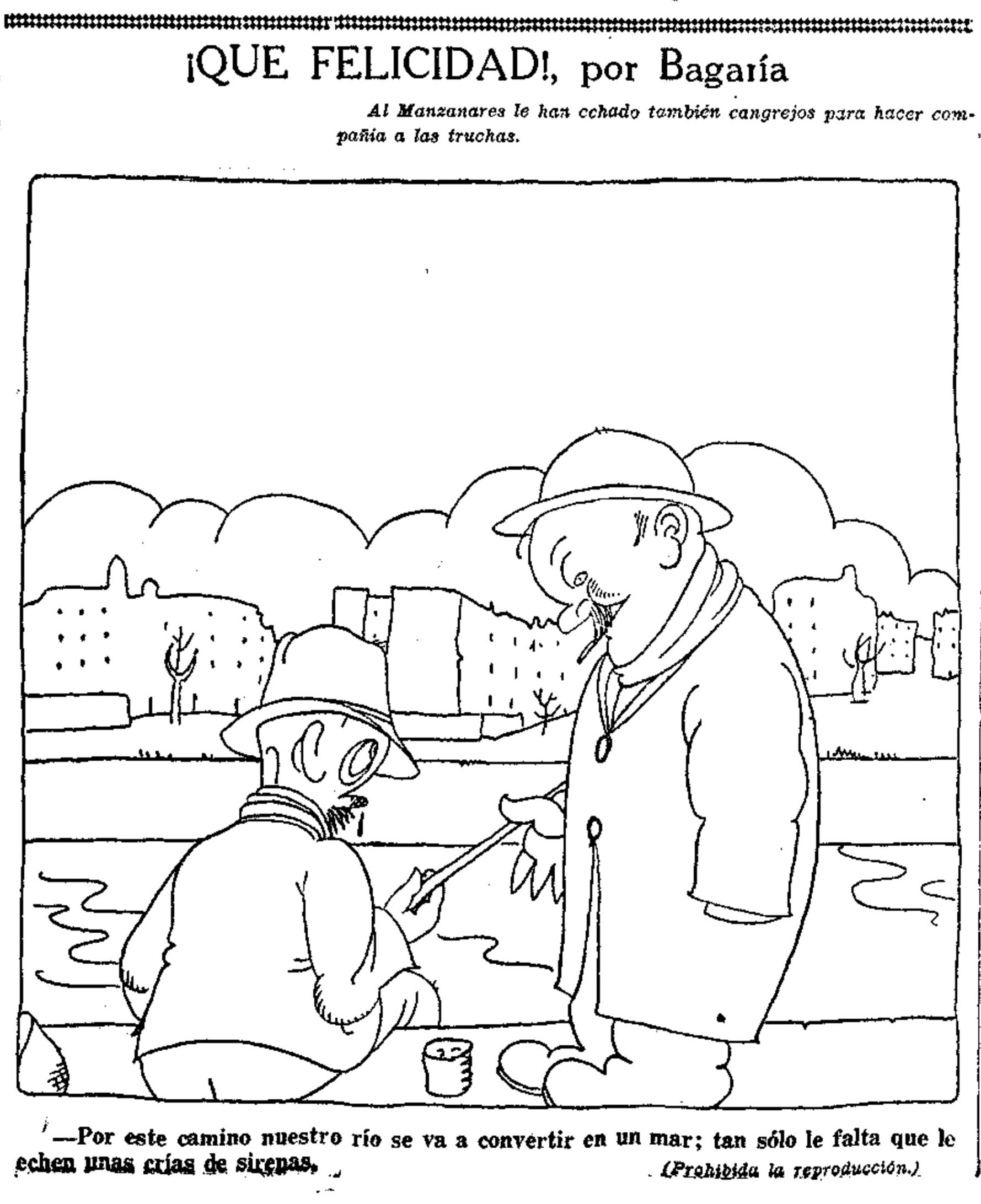
Caricatura de Bagaría publicada en el diario El Sol relacionada con la suelta de alevines de trucha en el río en noviembre de 1928

Las obras de canalización del río a la altura de la ciudad de Madrid se iniciaron en 1914, con proyecto del ingeniero Eduardo Fungairiño, y no finalizaron hasta 1925.El 25 de noviembre de 1928 se liberaron unos 20 000 alevines de trucha en el río, una mitad en Madrid y la otra en su curso alto, en Manzanares el Real. Posteriormente, en enero de 1929, se vertió al río un alijo de cangrejos de río.
En las márgenes del río a su paso por Madrid, sobre todo en las inmediaciones del puente de la Reina Victoria, pueden apreciarse varias columnas de orden jónico que no son sino respiraderos de un colector subterráneo construido en la década de los años 1920. En la década de 1930, el Manzanares fue una importante línea defensiva de Madrid durante la Guerra Civil.

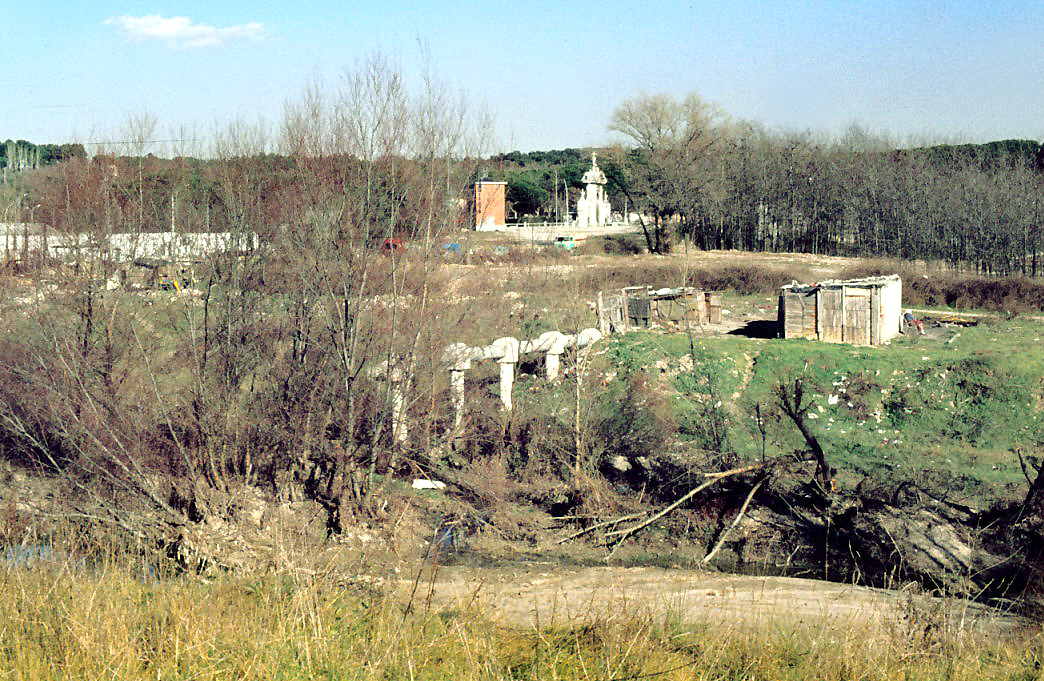
Tramo del río próximo a la Puerta de Hierro (en segundo plano) en la década de 1970

En 1970 se produjo un vertido de material radiactivo procedente del Centro Nacional de Energía Nuclear Juan Vigón ubicado en la Ciudad Universitaria alcanzando los cauces del Jarama y el Tajo, suceso que fue mantenido en secreto por el gobierno de la dictadura. Los lodos contaminados fueron enterrados sin señalización en ocho puntos de la cuenca del Jarama, de los que solo se conocen cuatro con certeza.

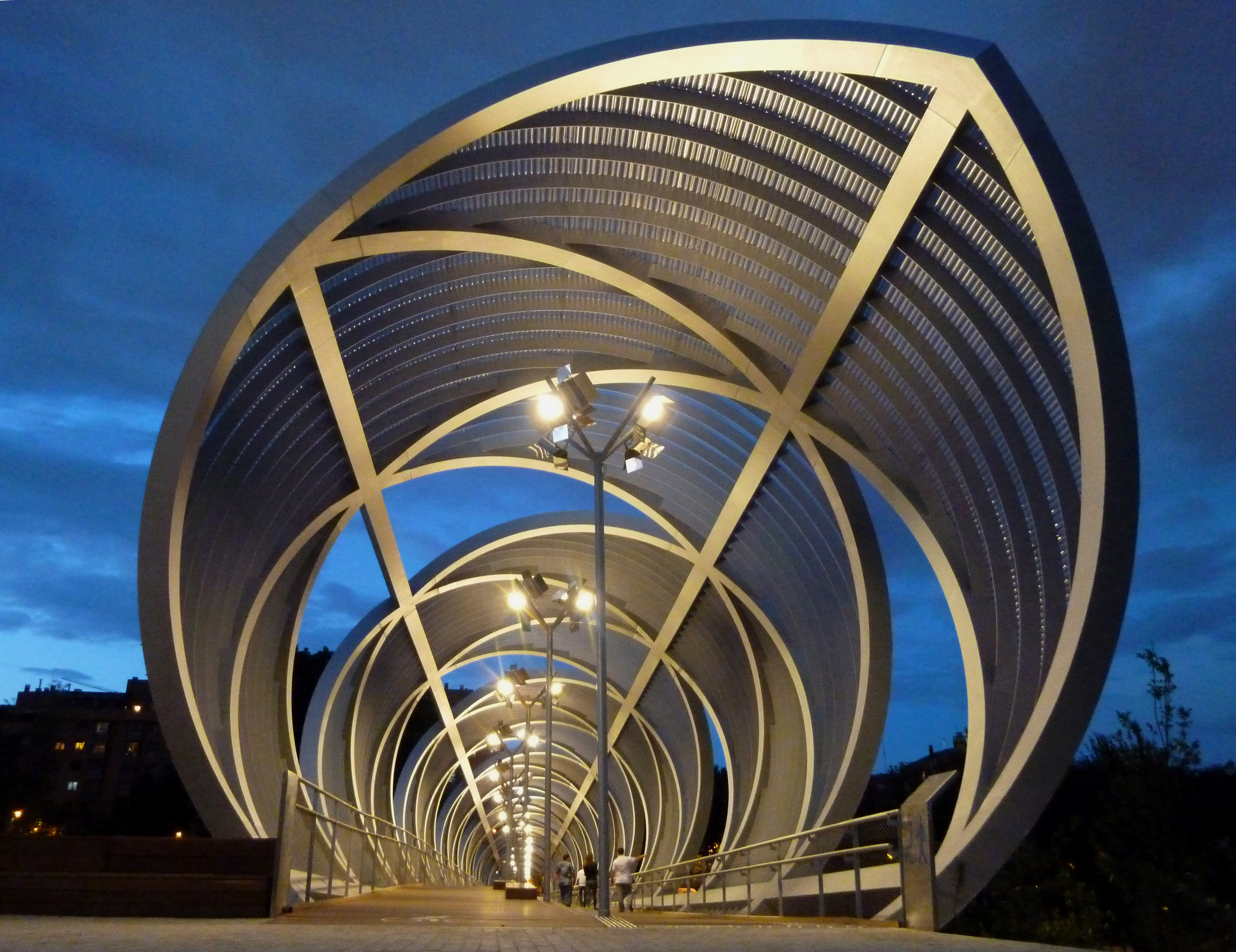
Puente de Arganzuela en Madrid Río, inaugurado en 2011

El Manzanares ha sido tradicionalmente considerado un río de escaso caudal. En este sentido un diplomático alemán declararía, irónicamente, que el Manzanares era «navegable en coche y a caballo». La habilitación de una serie de esclusas en los años 50 para regular el caudal y elevar el nivel de las aguas permitió usar el río para la práctica de piragüismo y remo. También se realizaron diversas mejoras en el entorno natural y urbano, generando mayor superficie de arbolado, paseos peatonales y espacios de recreo. Tras el soterramiento de seis kilómetros de la carretera de circunvalación M-30 en 2007, se creó en torno a las márgenes del curso fluvial el parque conocido como Madrid Río. En verano de 2012, el tramo que atraviesa la capital experimentó una inusual proliferación de algas, atribuido al calor y bajo caudal. En 2014, una invasión de cerdos vietnamitas en las riberas del río fue atajada por la Policía Municipal.

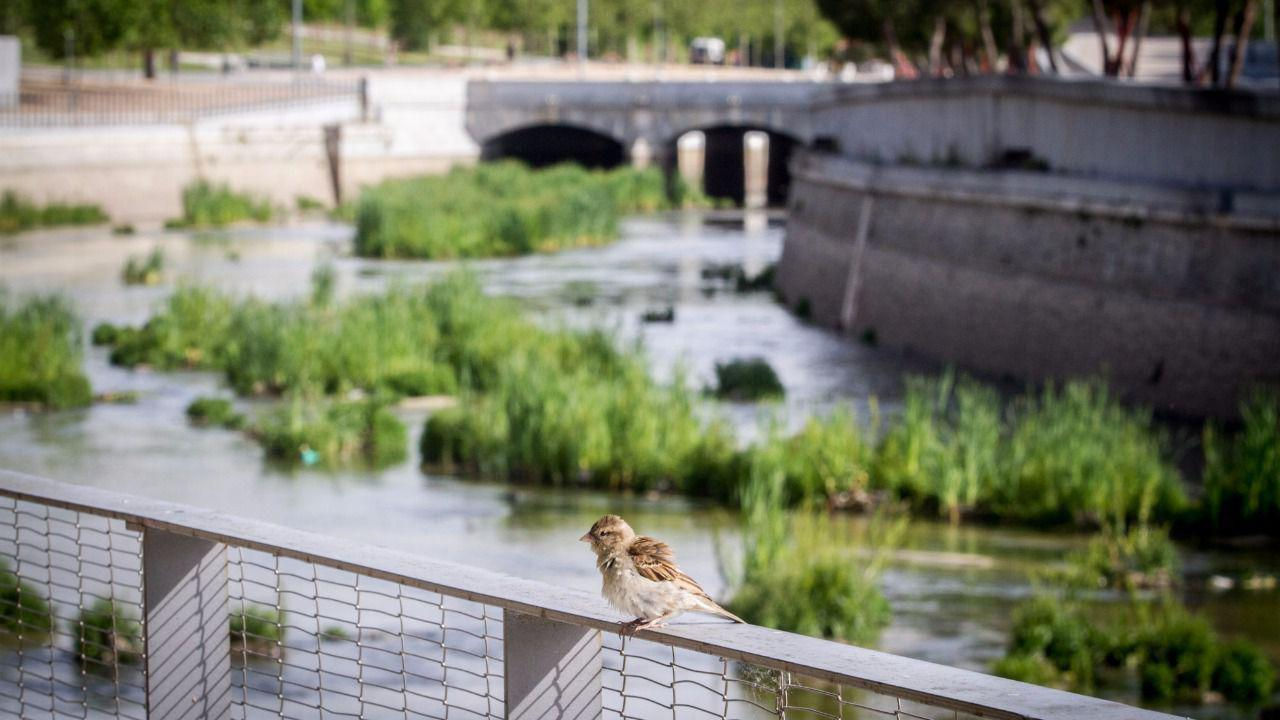
Gorrión frente a un tramo de isletas con vegetación baja tras la renaturalización

En 2016 el Ayuntamiento decidió abrir las compuertas para proceder a lo que denominó «renaturalización» del río, que favoreció la formación de isletas y el crecimiento de vegetación baja y árboles en el cauce, al eliminar las piscinas de agua embalsada. Este proceso mejoró la calidad del agua y recuperó la diversidad biológica, que había desaparecido con el sistema de esclusas. El proceso además permite que el río actúe como corredor ecológico, conectando las poblaciones de especies al norte y al sur de la región.

## El Manzanares en el arte
- Wikimedia Commons alberga una categoría multimedia sobre río Manzanares en el arte.

Río de escaso caudal, ha sido objeto de constantes sátiras por parte de novelistas y poetas. Francisco de Quevedo decía así en uno de sus poemas: «Manzanares, Manzanares, arroyo aprendiz de río». Tirso de Molina, por su parte, arremetía en su "Cigarral Tercero" (1624) contra el río madrileño de esta forma: «Como Alcalá y Salamanca tenéis / (y no sois colegio) vacaciones en verano / y curso sólo en invierno». Luis de Góngora se despachaba así, después de una crecida: «¿Cómo ayer te vi en pena, y hoy en gloria? Bebióme un asno ayer, y hoy me ha meado».

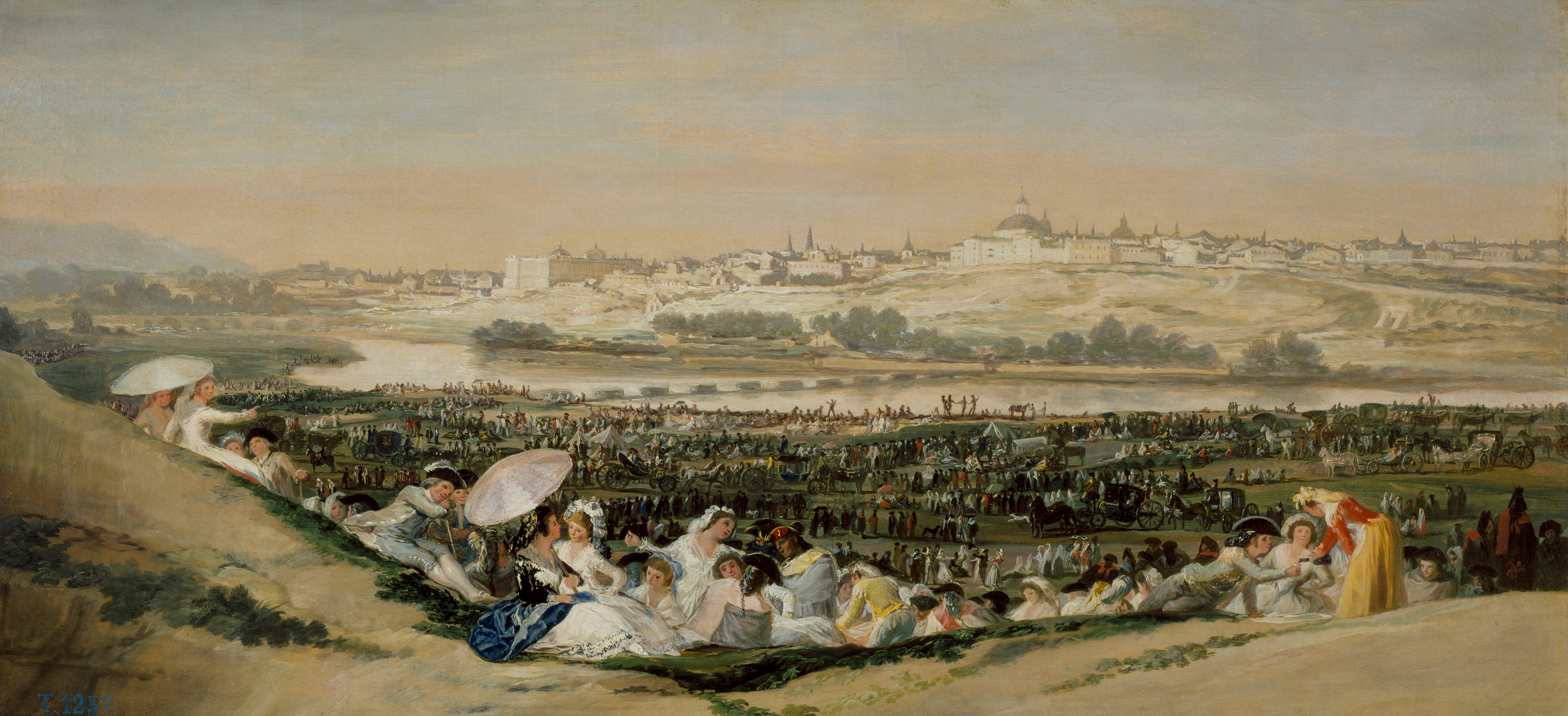
Goya plasmó en La pradera de San Isidro las riberas del río Manzanares

El río ha servido de inspiración a pintores. Es el caso de algunos de los cuadros más conocidos de Francisco de Goya (La pradera de San Isidro, Baile a orillas del Manzanares, La merienda), en los que se muestra a los habitantes de Madrid con indumentaria tradicional en actividades tales como juegos, romerías o verbenas en las márgenes del río. El pintor aragonés vivió desde 1819 en la Quinta del Sordo, finca situada a orillas del Manzanares. A finales del siglo XIX y principios del XX, Aureliano de Beruete pintó las riberas del río en algunos de sus lienzos (Orillas del Manzanares, Lavaderos del Manzanares, El Manzanares bajo el Puente de los Franceses).

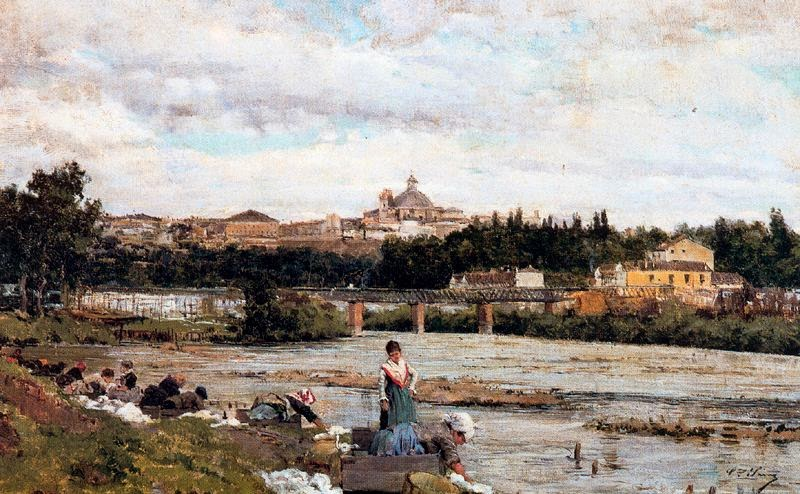
Lavanderas del Manzanares de Casimiro Sainz

La mayor parte de los dibujos y grabados antiguos de Madrid reflejan la ciudad desde su extremo occidental, con el Manzanares en primer plano. En algunos de ellos, el río aparece sobredimensionado: se plasma una corriente de gran caudal, en la que aparecen incluso islas y embarcaciones que surcan su curso.
En el terreno de la fotografía, han sido varios los artistas que han plasmado el río. Uno de los más relevantes es Alfonso Sánchez García, más conocido como Alfonso, autor, entre otras obras, de la fotografía Lavaderos del Manzanares.